# Томі (Наґано)

36°21′34″ пн. ш. 138°19′50″ сх. д. / 36.35944° пн. ш. 138.33056° сх. д.
То́мі (яп. 東御市, とうみし, МФА: [toːmʲi ɕi̥]) — місто в Японії, в префектурі Наґано.

## Короткі відомості
Розташоване в східній частині префектури, на березі річки Тікума. Виникло на основі середньовічних сільських поселень, що займалися конярством. В ранньому новому часі було постоялим містечком на Північному шляху. Засноване 2004 року шляхом об'єднання містечка Тобу з селом Кіта-Мімакі. Основою економіки є сільське господарство, харчова промисловість, виробництво електротоварів, комерція. Станом на 1 квітня 2009 площа міста становила 112,30 км². Станом на 1 липня 2011 населення міста становило 30 550 осіб.

## Уродженці
- Цутія Кейіті (* 1956) — легенда дрифту.